# 池見陽

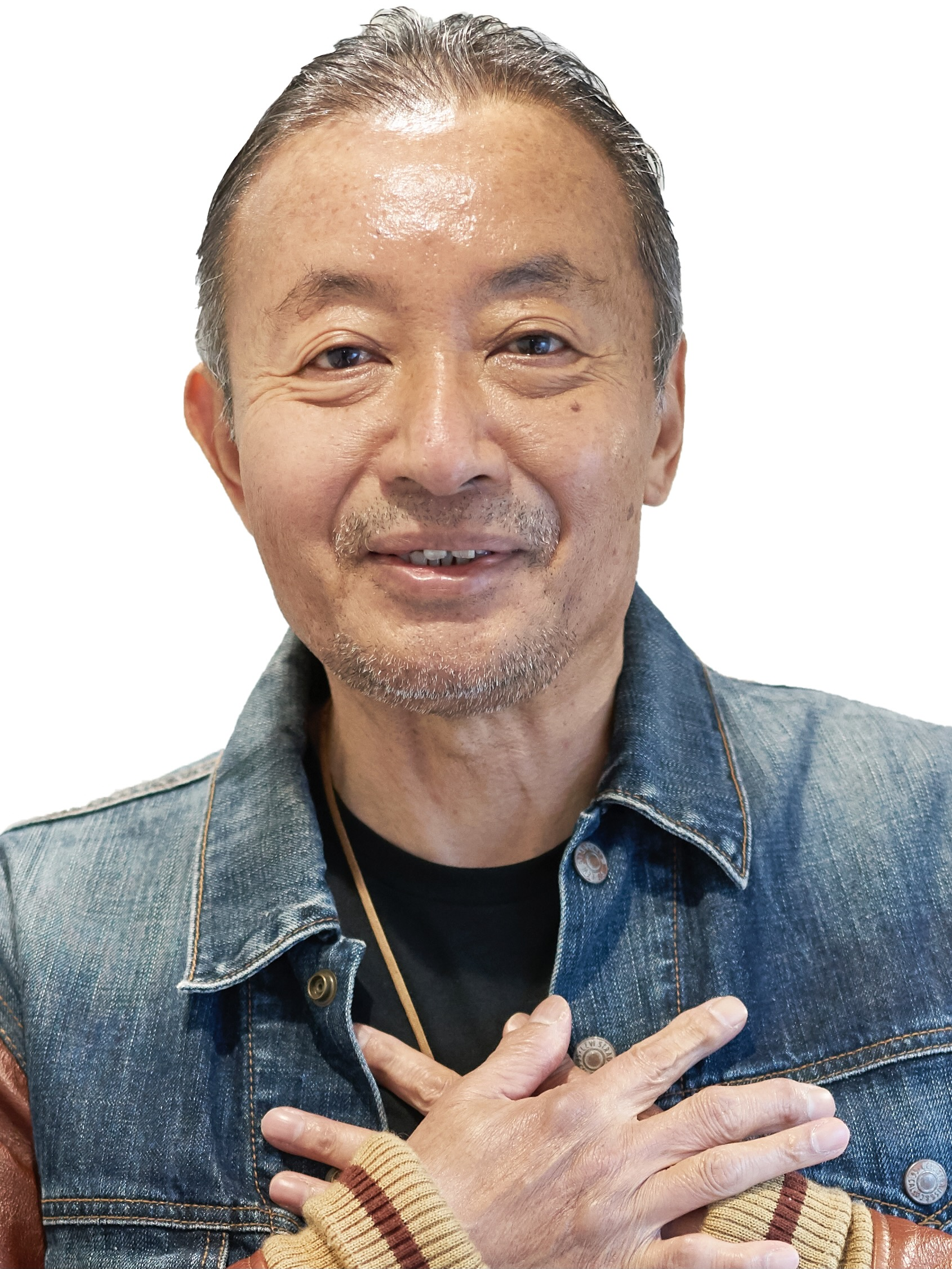
Akira Ikemi

池見 陽（いけみ あきら、1957年10月8日 - ）は、日本在住の心理療法家、カウンセリング心理学者。臨床心理士、医学博士。関西大学人間健康学部教授。フォーカシングを創出したアメリカ合衆国の哲学者Eugene Gendlin （ユージン・ジェンドリン）にシカゴ大学大学院で学び、フォーカシングやその背景にある体験過程理論、ジェンドリン哲学などに詳しい。フォーカシング界の国際的リーダー。ジェンドリンの理論や実践の発展として独自の「体験過程モデル」（理論）や「エイジアン・フォーカシング・メソッズ」（実践）を考案した。

## 生立ちと経歴
1957年兵庫県に生まれる。幼稚園からハイスクールまで神戸のインターナショナル・スクール、マリスト国際学校 (Marist Brothers International School) で学び、英語環境で育つ。日本語を正式に学んだことはない。英語で話すときの心身の振る舞いと日本語でのそれとの差が気になり、「本当の自分はどっちの言語に存在するのか」を考えるようになった。その課題に突き動かされるように、心理学、哲学や言語に関心を抱いた。
Boston 大学文理学部 (Boston College, School of Arts and Sciences ) で心理学専攻、哲学副専攻。ボストン大学時代にRichard Cobb-Stevens や Jacques Taminiaux などの著名な哲学者に学び、Hans Georg Gadamer の授業も聴講した。シカゴ大学大学院社会科学研究科 (University of Chicago, Graduate Division of Social Sciences) で1980年に修士課程修了。同大学でフォーカシングを考案した著名な哲学者ユージン・ジェンドリン (Eugene Gendlin) に学ぶ。
日本で心療内科を最初に創立した親戚の池見酉次郎（九州大学名誉教授）が病院長として務めていた北九州市立医療センター心療内科で臨床心理士として臨床経験をつみ、産業医科大学産業生態科学研究所応用生理学教室で助手、同研究所精神保健学教室講師を務め、リラクゼーションの意識状態を研究して医学博士（1989年）。
その後、岡山大学教育学部助教授を経て神戸女学院大学人間科学部教授・同大学教務部長を経て関西大学文学部教授 （2006年）。関西大学大学院臨床心理専門職大学院教授を経て同大学人間健康学部教授（現在）。

## 学会活動・受賞等
（米）The International Focusing Institute  理事、同研究所内 Eugene Gendlin Center for Research in Experiential Philosophy and Psychology 運営委員長（現）、（英）World Association for Person-Centered & Experiential Psychotherapy & Counseling 理事を歴任、同国際学会編集委員（現）のほか国内では日本人間性心理学会会員（大会会長　常務理事など歴任）、日本心理臨床学会会員、日本自律訓練学会会員（大会会長、評議員など歴任）日本心身医学会会員など。業界団体では日本フォーカシング協会メンバー（会長、事務局長歴任）。
- 2020年　日本人間性心理学会より学会賞。
- 2019年　Journal of Humanistic Counseling (American Psychological Association) によって Living Luminary （存命の輝ける大家）に指名。
- 1991年　JMI記念賞（日本自律訓練学会）

## 著書他
- 『心のメッセージを聴く』1995年、講談社
- 『フォーカシングへの誘い-個人的成長と臨床に生かす「心の実感」』1997年、サイエンス社
- 『僕のフォーカシング=カウンセリング』2010年、創元社
- 『傾聴・心理臨床学アップデートとフォーカシング　感じる・話す・聴くの基本』2016年、ナカニシヤ出版
- 『治療的面接の工夫と手順：人間学的力動論の観点から』増井武士・池見陽著　創元社 2020年
- 『あたらしい日本の心理療法』池見陽・浅井伸彦共編　遠見書房 2022年
- （小説）『バンヤンの木の下で』池見陽、エディ・ダスワニ共著　木立の文庫　2020年

　著書、学術論文、辞典項目、訳論等の執筆数は英語・日本語含め180篇を超えている。